# Tractats menors
Els Tractats menors del Talmud (en hebreu: מסכתות קטנות) (transliterat: masechtot ketanot) són tractats del període dels Tanaim o posterior que tracten sobre qüestions no existents en els altres tractats de la Mixnà.
Poden ser contrastats amb la Tosefta, els tractats de la qual segueixen la mateixa estructura que la Mixnà. Els primers vuit contenen material original, els darrers set són col·leccions de material que es troba repartit al Talmud.
Els tractats menors són impresos normalment al final de l'ordre de Nezikín del Talmud. Aquests inclouen:
Avot de Rabí Natan (en hebreu: אבות דרבי נתן). L'edició Schechter conté dues versions diferents (la versió A té 41 capítols i la versió B té 48).
Soferim (en hebreu: סופרים "escribes"). Aquest tractat apareix en dues versions diferents del Talmud, al Talmud de Jerusalem i al Talmud de Babilònia.
Evel Rabati (en hebreu: אבל רבתי). Aquest tractat tracta sobre les lleis i els costums pertanyents a la defunció i al dol.
Kalah (en hebreu: כלה "núvia"). Tracta sobre el compromís, el matrimoni i la cohabitació.
Kalah Rabati: (en hebreu: כלה רבתי). És un desenvolupament del tractat anterior.
Derej Eretz Rabbah (en hebreu: דרך ארץ רבה) literalment significa "el camí del món", que en aquest context es refereix a la conducta, les bones maneres i el comportament.
Derekh Eretz Zuta (en hebreu: דרך ארץ זוטא) Aquest tractat està dirigit als acadèmics, és una col·lecció de màximes dirigides cap a l'auto-examinació i la modèstia.
Pereq ha-Shalom (en hebreu: פרק השלום "el capítol de la pau") tracta sobre la pau entre la gent, és considerat com un capítol del tractat anterior, encara que sovint tots dos són llistats per separat.
Sefer Torah (en hebreu: ספר תורה) són les regulacions necessàries per escriure els rotllos de la Torà.
Mezuzah (en hebreu: מזוזה): la mezuzà és un pergamí amb una inscripció que és fixat als marcs de les portes.
Tefilin (en hebreu: תפילין) són les lleis referents a la col·locació de les filactèries.
Tzitzit (en hebreu: ציצית) són les lleis relacionades amb els fils anomenats tzitzit que porten els jueus ortodoxos en les vores de la roba.
Avadim (en hebreu: עבדים "esclaus") són les lleis referents a l'esclavatge.
Guerim (en hebreu: גרים "conversos") són les lleis referents a les persones que desitgen convertir-se al judaisme.
Kutim (en hebreu: כותים) són les lleis referents al poble samarità.
També hi havia un tractat perdut anomenat "Eretz Israel" que tractava sobre les lleis referents a la Terra d'Israel.